# Oxyopes reimoseri
Oxyopes reimoseri là một loài nhện trong họ Oxyopidae.
Loài này thuộc chi Oxyopes. Oxyopes reimoseri được Lodovico di Caporiacco miêu tả năm 1947.